# Cayo Curcio Justo
Cayo o Gayo Curcio Justo (en latín: Gaius Curtius Iustus) fue un senador romano que vivió en el siglo II, y desarrolló su carrera política bajo los imperios de Adriano y Antonino Pío.

## Origen y carrera política
Curcio Justo estaba adscrito a la tribu Polia y era originario de Milán en el norte de Italia. Conocemos su devenir público gracias a una inscripción procedente de la Colonia Ulpia Traiana Sarmizegetusa, capital de la provincia de Dacia, cuyo desarrolló es el siguiente:

C(aio) Curt[io C(ai) fil(io)] 

[P]oll(ia) Iust[o] c[o](n)s(uli) [IIIIviro] 

[v]iarum curandarum [---] 

quaestori urbano [adlecto] 4

inter tribunicios a div[o H]ad[riano]

praetori peregrino IIIIIIviro [eq(uitum) R(omanorum)]

turmis ducendis praef(ecto) [fr]umen[t(i)] da[n]di

curatori via[r(um)] Clodiae Anniae Cassiae 8

[C]iminiae leg(ato) Imp(eratoris) Antonini Augusti Pii

leg(ionis) X[X] Val(eriae) Vict(ricis) proco(n)[s(uli)] provinciae

COLLIAE leg(ato) pr(o) [pr(aetore)] Imp(eratoris) Anton(ini) Aug(usti) Pii

provinciae Daciae 12

col(onia) Ulp(ia) Traiana Dacic(a) 

Sarmiz(egetusa)

Su cursus honorum empezó como cuatorviro viarum curandarum, encargado del cuidado de las calles de Roma, dentro del vigintivirato; posiblemente, ya que la inscripción está rota en ese punto, fue tribuno laticlavio, para ser nombrado después cuestor urbano, uno de los dos asignados directamente a la Urbe; por voluntad de Adriano, adquirió la dignidad tribunicia mediante una adlectio inter tribunicios, para ser nombrado inmediatamente pretor peregrino, dentro del número de 18 pretores el segundo en importancia.
En ese momento, fue nombrado seviro de una de las turmas de caballeros romanos, lo que es una irregularidad dentro de la carrera senatorial, ya que este honor se desempeñaba antes del vigintivirato o, en todo caso, antes de ser nombrado cuestor. Con la dignidad pretoria, fue nombrado praefectus frumenti dandi,encargado de supervisar la distribución de cereal a la plebe de Roma. Sin salir de Italia, se le encomendo como curador el cuidado del mantenimiento de las importantes calzadas Clodia, Annia y Casia y Cimina. Ya bajo Antonino Pío, fue enviado a la proovincia de Birtania como legado de la Legio XX Valeria Victrix, tal vez en relación con la construcción del muro de Antonino.
De Britania paso a mandar una provincia senatorial desconocida, tal vez la Galia Narbonense y después fue enviado como gobernador a la provincia de Dacia, donde fue honrado por las instituciones de la capital provincial, la colonia Ulpia Trajana Sarmizegetusa con la inscripción que describe su carrera.
Volvió a Roma para ser nombrado consul suffectus para el nundinum de octubre a diciembre de 150 junto con Cayo Julio Juliano, y fue admitido como sacerdote del culto imperial como sodal Augustalis.
Entre 157 y 159, fue enviado a la provincia de Moesia superior como gobernador.

## Descendencia
Su hijo fue Cayo Curcio Rufino, tribuno laticlavio de la legio XIII Gemina que estaba estacionada en la Dacia durante el gobierno de Justo.